# Loomis (Washington)
Loomis es un lugar designado por el censo ubicado en el condado de Okanogan en el estado estadounidense de Washington. En el año 2010 tenía una población de 159 habitantes.

## Geografía
Loomis se encuentra ubicado en las coordenadas 48°49′19″N 119°38′14″O / 48.82194, -119.63722.